# Tupigny
Tupigny település Franciaországban, Aisne megyében. Lakosainak száma 335 fő (2022. január 1.). Tupigny Hannapes, Lesquielles-Saint-Germain, Mennevret, Vénérolles, Grand-Verly, Petit-Verly és Wassigny községekkel határos.

## Népesség
A település népessége az elmúlt években az alábbi módon változott:
| Lakosok száma | 436  | 330  | 348  | 359  | 352  | 348  | 335  | 328  | 327  | 335  |
|               | 1968 | 1982 | 1990 | 2006 | 2013 | 2015 | 2017 | 2019 | 2020 | 2022 |